# Jörgen Holmquist
Jörgen Holmquist, född 1 maj 1947 i Stockholm, död 28 mars 2014, var en svensk ämbetsman. Holmquist var den enda  generaldirektören inom Europeiska kommissionen som kommer från Sverige och var verksam mellan 2007 och 2010 på generaldirektoratet för den inre marknaden.
Holmquist började arbeta på Handelsdepartementet 1971 och på Finansdepartementet 1977 där han blev departementsråd 1981. Åren 1987-93 var han ekonomiskt råd och anställd på ambassaden i Washington, D.C.. Han efterträdde 1993 Inga-Britt Ahlenius som budgetchef på Finansdepartementet och kvarstod i denna tjänst till 1997. Därefter har han tjänstgjort på EU-kommissionen i Bryssel som direktör på jordbruksdirektoratet 1997-2001, biträdande generaldirektör för budgetdirektoratet 2001-2002 och 2002-2006 som generaldirektör för direktoratet för fiske- och havsfrågor.